# 佐賀大学海洋エネルギー研究センター
佐賀大学海洋エネルギー研究センター（さがだいがかいようエネルギーけんきゅうセンター、英称：Institute of Ocean Energy, Saga University, Japan、IOES）は、佐賀県佐賀市本庄町（佐賀大学本庄キャンパス）に本部を置く佐賀大学の研究施設（共同利用・共同研究拠点）である。

## 概要
海洋温度差発電、波力発電、潮流・海流発電、洋上風力発電などの発電技術、および得られた電力で水を電気分解し発生させた水素を活用する水素エネルギーなどの海洋再生可能エネルギー、ならびに、海洋温度差発電により副次的に得られる海洋深層水の利用技術を中心に研究・開発を行う研究施設。海洋エネルギーに関する共同利用・共同拠点としては日本国内唯一の拠点である。

## 沿革
- 1973年 - 海洋温度差発電の研究開始
- 1980年 - 伊万里市に日本初「海洋温度差発電実験所」完成
- 1982年 - 佐賀大学理工学部附属「海洋熱エネルギー変換実験施設」設置
- 1992年 - 佐賀大学理工学部附属「海洋温度差エネルギー実験施設」設置
- 1999年 - 特別設備「ウエハラサイクル実証温度差発電システム」設置
- 2002年 - 佐賀大学｢海洋エネルギー研究センター｣設置
- 2003年 - 伊万里市に実験施設「伊万里サテライト」設置
- 2005年 - 全国共同利用施設として運用開始
- 2010年 - 共同利用・共同研究拠点として運用開始
- 2014年 - 沖縄県久米島に実験施設「久米島サテライト」設置

## 施設
実験・研究棟は伊万里サテライトが主に担っており、30kWOTEC（ウエハラサイクル海洋温度差発電基礎実験装置）、プレート式熱交換器基礎実験装置や水素製造基礎実験装置・水素貯蔵基礎実験装置・燃料電池基礎実験装置などを備えた水素実験室といった施設が稼動している。また、沖縄県久米島サテライトではOTEC実用化のため複合利用によって付加価値を大きくすることを目的に、「フラッシュ蒸発海水淡水」を用いた海水から真水を作る装置がOTECと共に連続運転を行っている。

## 活用
アジアを中心に各国と学術協定などを締結し海洋温度差発電に関する研究・教育で連携しており、インドからは海洋温度差発電の建設計画で設計協力の依頼があった。また、韓国とは韓国釜慶大学校、韓国海洋大学校と日本の水産大学校、佐賀大の4大学での合同研究セミナーを開催している。ほかにも海洋エネルギーの研究者を招いての国際セミナーなどを開催している。
そのほか、NEDO事業での受託研究や企業との共同研究を積極的に行っている。

## 所在地
- 佐賀県佐賀市本庄町一番地（海洋エネルギー研究センター (IOES) 本部）
- 佐賀県伊万里市山代町久原字平尾1-48（伊万里サテライト）
- 沖縄県島尻郡久米島町真謝500-1 （久米島サテライト）